# 17a cerimònia dels Lumières
La 17a cerimònia dels Lumières de la Premsa Internacional, va tenir lloc el 13 de gener de 2012 a l'Auditori de l'Ajuntament de París i estava presidit per Catherine Jacob.

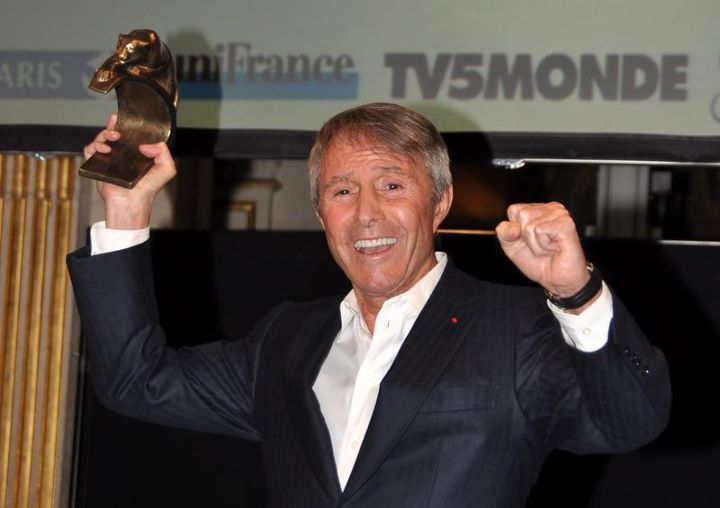
Francis Veber, receptor del Lumières d'honor.

## Guanyadors i nominats
Els guanyadors s'indiquen en negreta.
| Millor pel·lícula - The Artist de Michel Hazanavicius - L'Apollonide : Souvenirs de la maison close de Bertrand Bonello - L'Exercice de l'État de Pierre Schoeller - Le Havre d’Aki Kaurismäki - Intocable d’Éric Toledano i Olivier Nakache              | Millor director - Maïwenn per Polisse - Bertrand Bonello per L'Apollonide : Souvenirs de la maison close - Michel Hazanavicius per The Artist - Aki Kaurismäki per Le Havre - Pierre Schoeller per L'Exercice de l'État                                                         |
| Millor actor - Omar Sy a Intocable - Jean Dujardin a The Artist - Olivier Gourmet a L'Exercice de l'État - JoeyStarr a Polisse - André Wilms a Le Havre                                                                                                   | Millor actriu - Bérénice Bejo a The Artist - Catherine Deneuve a Les Bien-aimés - Chiara Mastroianni a Les Bien-aimés - Valérie Donzelli a La guerre est déclarée - Marina Foïs a Polisse - Karin Viard a Polisse - Clotilde Hesme a Angèle et Tony                             |
| Millor actor revelació - Denis Ménochet a Les Adoptés - Grégory Gadebois a Angèle et Tony - Guillaume Gouix a Jimmy Rivière - Raphaël Ferret a Présumé coupable - Mahmoud Shalaby a Les Hommes libres                                                     | Millor actriu revelació - Alice Barnole, Adèle Haenel i Céline Sallette per L'Apollonide : Souvenirs de la maison close - Zoé Héran a Tomboy - Anamaria Valtoromei a My Little Princess                                                                                         |
| Millor pel·lícula francòfona - Incendis de Denis Villeneuve (Canadà) - Curling de Denis Côté (Canadà) - Et maintenant on va où? de Nadine Labaki (Líban) - El nen de la bicicleta dels germans Dardenne (Bèlgica) - Les Géants de Bouli Lanners (Bèlgica) | Millor guió - Jean-Louis Milesi i Robert Guédiguian per Les neus del Kilimanjaro - Bertrand Bonello per L’Apollonide - Souvenirs de la maison close - Michel Hazanavicius per The Artist - Maïwenn i Emmanuelle Bercot, per Polisse - Pierre Schoeller per L'Exercice de l'état |
| Millor fotografia - Pierre Aïm per Polisse | Lumière d'honor - Francis Veber pel conjunt de la seva obra |